# BOR-5
Pour les articles homonymes, voir BOR.

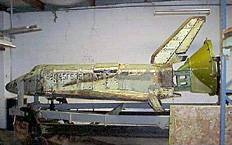
BOR-5

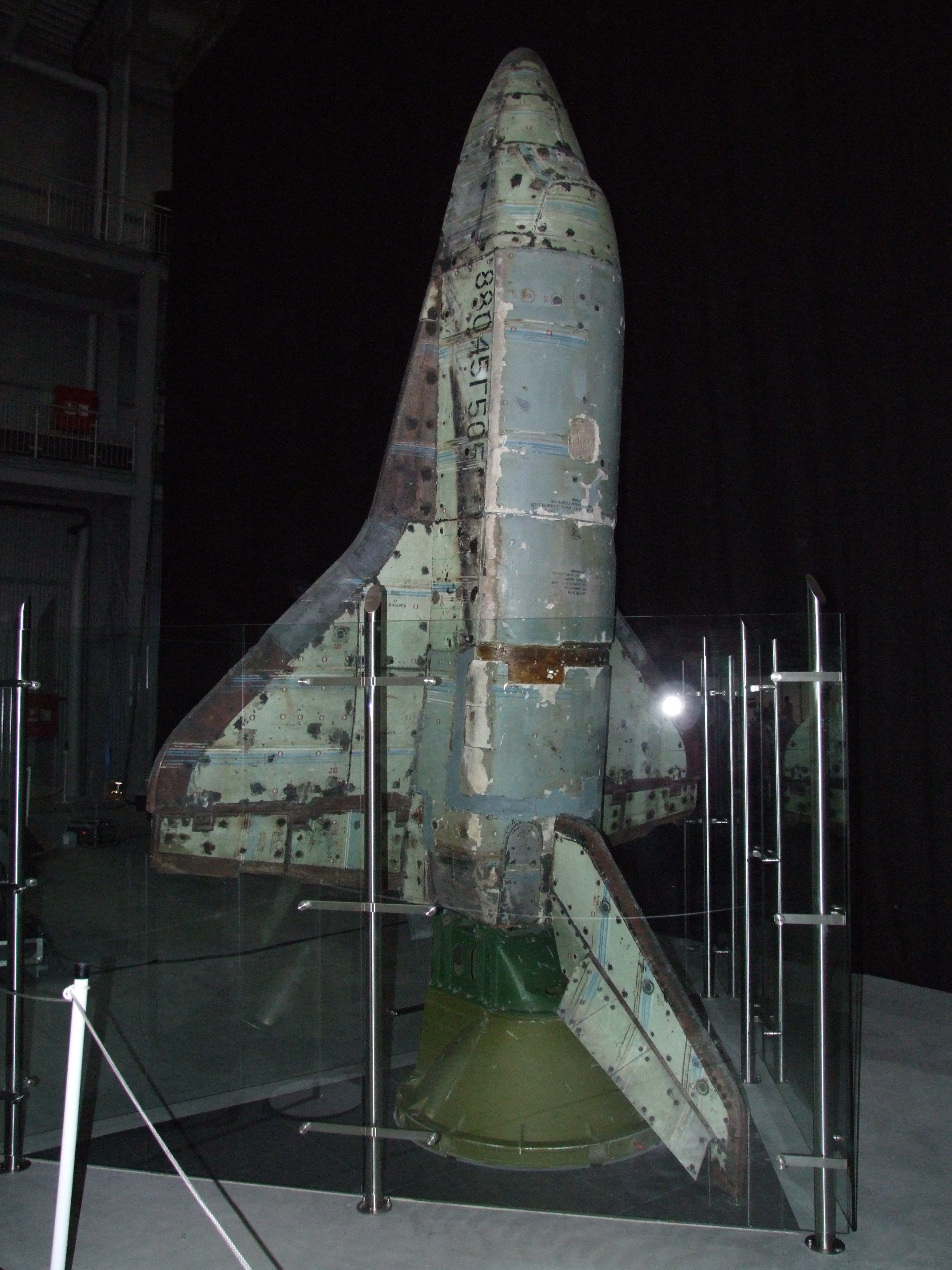
BOR-5 au Musée des techniques de Spire

BOR-5 est un véhicule spatial soviétique utilisé pour tester en vol les caractéristiques aérodynamiques, le comportement thermique et acoustique ainsi que la stabilité de la navette spatiale Bourane en cours de développement. Une première série de tests avait été effectuée auparavant sur la série des corps portant BOR-4. Ceux-ci présentant des caractéristiques très différentes de la navette Bourane, le BOR-5, réplique exacte de Bourane à l'échelle 1:8, est développée pour affiner les résultats obtenus.
BOR-5 a effectué cinq vols sub-orbitaux entre 1984 et 1988 : il était lancé par une fusée K65M-RB5 depuis Kapoustine Iar, près de la Volga, vers le lac Balhash. Après avoir été accéléré à une vitesse de 7,4 km/s et atteint une altitude de 100 km, il adoptait une trajectoire de rentrée similaire à celle que devait suivre la navette Bourane. Quatre des cinq véhicules BOR-5 ont pu être récupérés mais aucun n'a volé plus d'une fois.
Un des modèles BOR-5 a été récemment mis en vente en Floride pour 155 000 $ USD.

## Vols
Cinq vols ont été effectués: 
- 05/06/1984 - modèle 501
- 17/04/1985 - modèle 502
- 27/12/1986 - modèle 503
- 27/08/1984 - modèle 504
- 27/06/1988 - modèle 505